# Pyrausta leucoplacalis
Pyrausta leucoplacalis là một loài bướm đêm trong họ Crambidae.